# Enrique Casal
Enrique Casal y Torrejimeno (1883-18 de enero de 1929) fue un periodista y escritor español, que usó los pseudónimos de «León Boyd» y «Miramar».

## Biografía
Fue redactor de varios periódicos madrileños: España, El Universo, La Mañana, El Día de Madrid, Heraldo de Madrid, El Debate y La Moda Elegante. Fundó y dirigió la revista Vida Aristocrática y publicó varios volúmenes del Año aristocrático (1914-1918). Destacó como cronista de salones de El Heraldo y Vida Aristocrática, popularizando sus pseudónimos «León Boyd» y «Miramar». Cultivó con algún éxito el teatro y fue amigo del duque de Béjar, en cuyo palacio de Elche se albergó en alguna ocasión. Casó con María Chapí Selva, de la que tuvo descendencia: el músico Enrique, María Luz y Beatriz. Falleció a los cuarenta y seis años tras larga enfermedad.
Entre sus distinciones figuran la encomienda con placa de la Orden de Isabel la Católica y las cruces del mérito militar y naval.
Fallecido el 18 de enero de 1929, en Madrid, fue padre del músico Enrique Casal Chapí.

## Obras

### Teatro
- 1909, La boda. Drama en un acto y en prosa, Madrid: R. Velasco impresor.
- 1908, La pecadora: comedia en un acto y en prosa inspirada en el pensamiento de un cuento español, Madrid: R. Velasco impresor.
- 1912, Los pretendientes: juguete cómico en un acto y en prosa.
- 1917, El zagalillo. Zarzuela en un acto, dividido en tres cuadros, en prosa.

### Otros
- 1914, Fiestas aristocráticas Madrid: M. Núñez Samper.
- El año aristocrático (compendio de la vida elegante) [Madrid: J. Blass y Cía, 1914-1918), 3 vols.
- 1915, La vuelta de los soldados: pequeño poema patriótico.